# 小行星593
小行星593（593 Titania）是一颗围绕太阳公转的小行星。1906年3月20日，奧古斯特·科普夫在海德堡描述了此天体。
該小行星以英国作家威廉·莎士比亚的浪漫喜剧《仲夏夜之梦》的角色仙后提泰妮娅命名。
这颗小行星的绝对星等为9.28等。

## 相关條目
- 小行星列表/10001-11000

## 外部連結
- Asteroid Lightcurve Database (LCDB) （页面存档备份，存于）, query form (info （页面存档备份，存于）)
- Dictionary of Minor Planet Names, Google books
- Discovery Circumstances: Numbered Minor Planets (10001)-(15000) （页面存档备份，存于） – Minor Planet Center
- 小行星593 at AstDyS-2, Asteroids—Dynamic Site
  - Ephemeris · Observation prediction · Orbital info · Proper elements · Observational info
- NASA JPL小天體瀏覽器上的小行星593

| 前一小行星： 小行星592 | 小行星列表 | 後一小行星： 小行星594 |